# Meridiano 169 W
O meridiano 169 W é um meridiano que, partindo do Polo Norte, atravessa o Oceano Ártico, Ásia, Oceano Pacífico, Oceano Antártico, Antártida e chega ao Polo Sul. Forma um círculo máximo com o Meridiano 11 E.
Começando no Polo Norte, o meridiano 169º Oeste tem os seguintes cruzamentos:
| País, território ou mar | Notas                                                          |
| ----------------------- | -------------------------------------------------------------- |
| Oceano Ártico           |                                                                |
| Mar de Chukchi          |                                                                |
| Rússia                  | Okrug Autónomo de Chukotka - Ilha de Ratmanov (Diomedes Maior) |
| Mar de Bering           | Passa a oeste da ilha Diomedes Menor, Alasca, Estados Unidos   |
| Estados Unidos          | Ilha de São Lourenço, Alasca                                   |
| Mar de Bering           |                                                                |
| Estados Unidos          | Ilha Umnak, Alasca                                             |
| Oceano Pacífico         |                                                                |
| Oceano Antártico        |                                                                |
| Antártida               | Dependência de Ross, reclamada pela Nova Zelândia              |